# Golden Globe Awards 2025

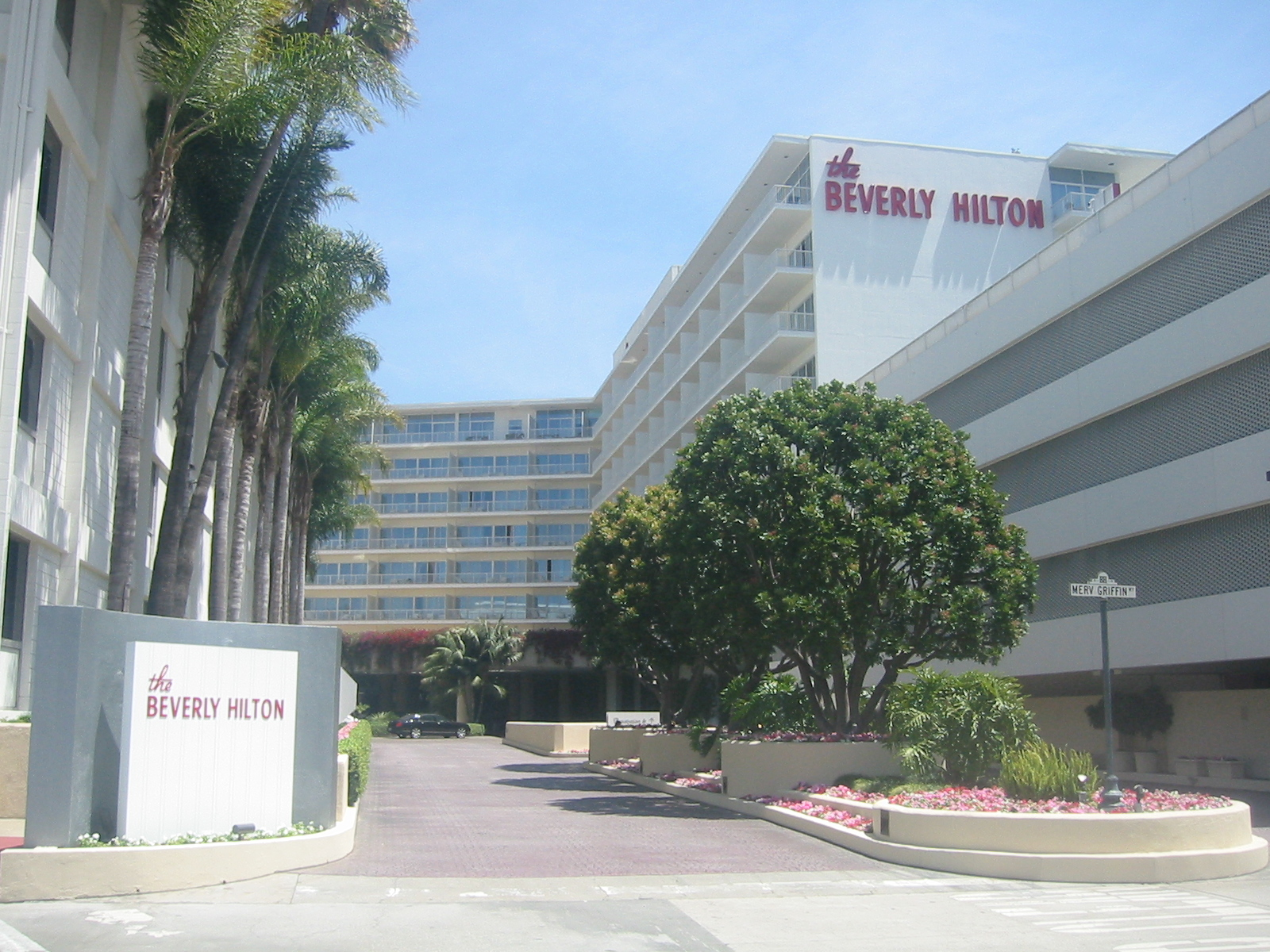
Das Beverly Hilton Hotel, Veranstaltungsort der Golden-Globe-Verleihung 2025

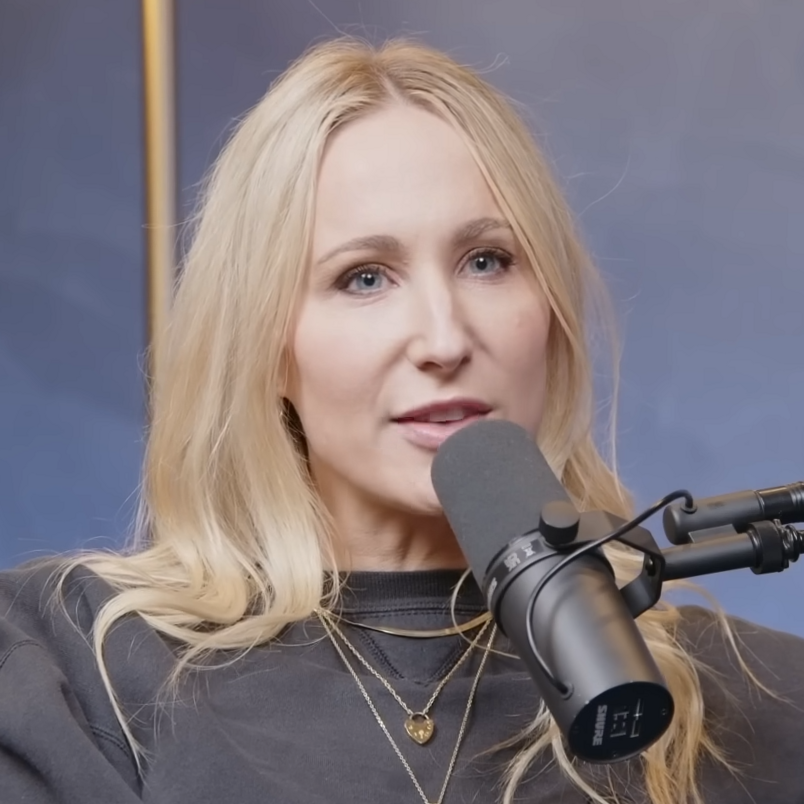
Nikki Glaser, Moderatorin der Verleihung

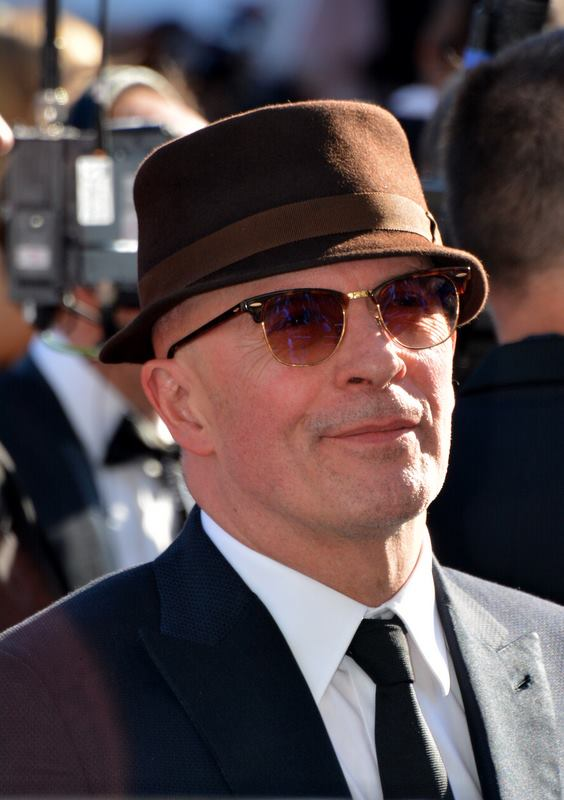
Jacques Audiard, Regisseur des preisgekrönten Films Emilia Pérez

Die 82. Verleihung der Golden Globe Awards fand am 5. Januar 2025 im Beverly Hilton Hotel in Beverly Hills statt. Das Wahlgremium der Golden Globe Foundation, was zurzeit aus 334 Mitgliedern besteht, zeichneten dabei die aus ihrer Sicht besten amerikanischen und ausländischen Film- und Fernsehproduktionen sowie Künstler des Vorjahres aus, die im Rahmen eines Galadinners geehrt wurden. Die Verleihung wurde live ausgestrahlt. Als Moderatorin wurde Nikki Glaser ausgewählt. Der französische Spielfilm Emilia Pérez von Jacques Audiard und die US-amerikanische Serie Shōgun schnitten mit je vier gewonnenen Preisen am erfolgreichsten ab.

## Hintergrund

### Favoritenfeld und erfolgreichste Produktionen
| Künstler        | Gewerk(e)            | N | A |
| --------------- | -------------------- | - | - |
| Jacques Audiard | Regie/Drehbuch/Musik | 3 | 1 |
| Camille         | Musik                | 3 | 1 |
| Clément Ducol   | Musik                | 3 | 1 |
| Sean Baker      | Regie/Drehbuch       | 2 | 0 |
| Brady Corbet    | Regie/Drehbuch       | 2 | 1 |
| Jesse Eisenberg | Regie/Drehbuch       | 2 | 0 |
| Coralie Fargeat | Regie/Drehbuch       | 2 | 0 |
| Selena Gomez    | Schauspiel           | 2 | 0 |
| Trent Reznor    | Musik                | 2 | 1 |
| Atticus Ross    | Musik                | 2 | 1 |
| Sebastian Stan  | Schauspiel           | 2 | 1 |
| Kate Winslet    | Schauspiel           | 2 | 0 |

Die Nominierungen waren am 9. Dezember 2024 von Mindy Kaling und Morris Chestnut verkündet worden. In der Sparte Film führte Jacques Audiards französische Produktion Emilia Pérez das Favoritenfeld an. Der Genremix hatte zehn Nominierungen erhalten und damit in der Sparte Komödie/Musical die Produktionen Barbie (2024) und Cabaret (1973) mit je neun Nennungen als Rekordhalter abgelöst (den Rekord mit elf Nominierungen hält der als Drama kategorisierte Film Nashville von Robert Altman aus dem Jahr 1976).
Emilia Pérez konnte seiner Favoritenrolle gerecht werden und gewann vier Auszeichnungen – Bester Film (Komödie/Musical), Bester fremdsprachiger Film, Beste Nebendarstellerin (Zoe Saldaña) und Bester Filmsong (El Mal). Knapp dahinter mit drei Preisen folgte Brady Corbets Historiendrama Der Brutalist (Bestes Filmdrama, Beste Regie, Bester Hauptdarsteller in einem Drama – Adrien Brody). Ebenfalls für ihre Hauptrollen ausgezeichnet wurden die Kinoschauspieler Fernanda Torres (Drama – Für immer hier), Demi Moore (Komödie/Musical – The Substance) und Sebastian Stan (Komödie/Musical – A Different Man). Die seltene Ehre, für zwei unterschiedliche Schauspielrollen nominiert zu werden, erhielten Selena Gomez (Emilia Pérez / Only Murders in the Building), Sebastian Stan (The Apprentice – The Trump Story / A Different Man) und Kate Winslet (Die Fotografin / The Regime). Die Arbeiten von Gomez und Winslet blieben unprämiert.
Weiterhin für Nominierungen berücksichtigt wurden die internationalen Kinoproduktionen Konklave und September 5 – The Day Terror Went Live der deutschsprachigen Regisseure Edward Berger und Tim Fehlbaum sowie die Filmkomponisten Volker Bertelmann (Konklave) und Hans Zimmer (Dune: Part Two) – Konklave gewann die Auszeichnung für das beste Drehbuch. In der Kategorie Bester fremdsprachiger Film konkurrierte der offizielle deutsche Oscar-Kandidat Die Saat des heiligen Feigenbaums des gebürtigen Iraners Mohammad Rasulof.
Bei den Fernsehproduktionen erhielt The Bear: King of the Kitchen im Vorfeld fünf Nominierungen, gewann aber nur den Preis für den Besten Serien-Hauptdarsteller – Komödie/Musical (Jeremy Allen White), der nicht persönlich den Golden Globe Award in Empfang nehmen konnte. Erfolgreichste Serie wurde Shōgun, die alle ihre vier Nominierungen in Siege umsetzten konnte – Beste Dramaserie, Bester Serien-Hauptdarsteller – Drama und Beste Serien-Hauptdarstellerin – Drama (Hiroyuki Sanada und Anna Sawai) sowie für Bester Nebendarsteller (Tadanobu Asano). Auf zwei Preise kam die Dramedy Hacks (Beste Serie – Komödie/Musical, Beste Hauptdarstellerin – Jean Smart). Bereits zuvor bei der Vergabe der Emmys hatten sich sowohl Shōgun als auch Hacks durchsetzen können.
Bereits vorab als Ehrenpreisträger fest standen die US-amerikanischen Schauspieler Viola Davis (Cecil B. DeMille Award) und Ted Danson (Carol Burnett Award).

### Ausstrahlung, Moderation und Produktion
Wie im Vorjahr wurde die Preisverleihung live von CBS im Fernsehen ausgestrahlt und gleichzeitig in den USA als Stream über Paramount+ angeboten. Das Fernsehnetzwerk sicherte sich bis einschließlich 2029 die Übertragungsrechte.
Als Moderatorin der Preisverleihung wurde Anfang Dezember 2024 die US-amerikanische Stand-up-Comedienne Nikki Glaser bekanntgegeben. Damit fungierte erstmals eine Frau allein als Gastgeberin der Show.
Als Produzent trat erneut das Unternehmen Dick Clark Productions in Erscheinung, das im Besitz von Penske Media Eldridge ist. Dabei handelt es sich um ein Joint Venture der Penske Media Corporation (unter anderem Besitzer der Website Deadline) und Eldridge.

### Eckdaten
Die Eckdaten zur 82. Golden-Globe-Verleihung im Überblick:
| Datum             | Ereignis                                                          |
| ----------------- | ----------------------------------------------------------------- |
| 1. August 2024    | Einreichungsfrist für Film- und Fernsehproduktionen beginnt       |
| 4. November 2024  | Einreichungsfrist für Film- und Fernsehproduktionen endet         |
| 18. November 2024 | Abstimmung für Nominierungen in der Sparte Fernsehen beginnt      |
| 25. November 2024 | Abstimmung für Nominierungen in der Sparte Fernsehen endet        |
| 26. November 2024 | Abstimmung für Nominierungen in der Sparte Film beginnt           |
| 3. Dezember 2024  | Letztmöglicher Vorführtermin für Filme und Film-Pressekonferenzen |
| 4. Dezember 2024  | Abstimmung für Nominierungen in der Sparte Film endet             |
| 9. Dezember 2024  | Bekanntgabe der Nominierungen                                     |
| 13. Dezember 2024 | Finale Abstimmung über die Golden-Globe-Preisträger beginnt       |
| 1. Januar 2025    | Finale Abstimmung über die Golden-Globe-Preisträger endet         |
| 5. Januar 2025    | 82. Verleihung der Golden Globe Awards                            |

## Nominierte im Bereich Film
| Film                             | N  | A |
| -------------------------------- | -- | - |
| Emilia Pérez                     | 10 | 4 |
| Der Brutalist                    | 7  | 3 |
| Konklave                         | 6  | 1 |
| Anora                            | 5  | 0 |
| The Substance                    | 5  | 1 |
| Challengers – Rivalen            | 4  | 1 |
| A Real Pain                      | 4  | 1 |
| Wicked                           | 4  | 1 |
| Der wilde Roboter                | 4  | 0 |
| Like A Complete Unknown          | 3  | 0 |
| All We Imagine as Light          | 2  | 0 |
| Alles steht Kopf 2               | 2  | 0 |
| The Apprentice – The Trump Story | 2  | 0 |
| Dune: Part Two                   | 2  | 0 |
| Für immer hier                   | 2  | 1 |
| Gladiator II                     | 2  | 0 |
| The Last Showgirl                | 2  | 0 |

### Bester Film – Drama
Der Brutalist (The Brutalist) – Regie: Brady Corbet
- nominiert:
  - Like A Complete Unknown (A Complete Unknown) – Regie: James Mangold
  - Dune: Part Two – Regie: Denis Villeneuve
  - Konklave (Conclave) – Regie: Edward Berger
  - Nickel Boys – Regie: RaMell Ross
  - September 5 – The Day Terror Went Live – Regie: Tim Fehlbaum

### Bester Film – Komödie/Musical
Emilia Pérez – Regie: Jacques Audiard
- nominiert:
  - Anora – Regie: Sean Baker
  - Challengers – Rivalen (Challengers) – Regie: Luca Guadagnino
  - A Real Pain – Regie: Jesse Eisenberg
  - The Substance – Regie: Coralie Fargeat
  - Wicked – Regie: Jon M. Chu

### Beste Regie
Brady Corbet – Der Brutalist (The Brutalist)
- nominiert:
  - Jacques Audiard – Emilia Pérez
  - Sean Baker – Anora
  - Edward Berger – Konklave (Conclave)
  - Coralie Fargeat – The Substance
  - Payal Kapadia – All We Imagine as Light

### Bester Hauptdarsteller – Drama
Adrien Brody – Der Brutalist (The Brutalist)
- nominiert:
  - Timothée Chalamet – Like A Complete Unknown (A Complete Unknown)
  - Daniel Craig – Queer
  - Colman Domingo – Sing Sing
  - Ralph Fiennes – Konklave (Conclave)
  - Sebastian Stan – The Apprentice – The Trump Story (The Apprentice)

### Beste Hauptdarstellerin – Drama
Fernanda Torres – Für immer hier (Ainda Estou Aqui / I’m Still Here)
- nominiert:
  - Pamela Anderson – The Last Showgirl
  - Angelina Jolie – Maria
  - Nicole Kidman – Babygirl
  - Tilda Swinton – The Room Next Door
  - Kate Winslet – Die Fotografin (Lee)

### Bester Hauptdarsteller – Komödie/Musical
Sebastian Stan – A Different Man
- nominiert:
  - Jesse Eisenberg – A Real Pain
  - Hugh Grant – Heretic
  - Gabriel LaBelle – Saturday Night
  - Jesse Plemons – Kinds of Kindness
  - Glen Powell – A Killer Romance (Hit Man)

### Beste Hauptdarstellerin – Komödie/Musical
Demi Moore – The Substance
- nominiert:
  - Amy Adams – Nightbitch
  - Cynthia Erivo – Wicked
  - Karla Sofía Gascón – Emilia Pérez
  - Mikey Madison – Anora
  - Zendaya – Challengers – Rivalen (Challengers)

### Bester Nebendarsteller
Kieran Culkin – A Real Pain
- nominiert:
  - Juri Borissow – Anora
  - Edward Norton – Like A Complete Unknown (A Complete Unknown)
  - Guy Pearce –  Der Brutalist (The Brutalist)
  - Jeremy Strong – The Apprentice – The Trump Story (The Apprentice)
  - Denzel Washington – Gladiator II

### Beste Nebendarstellerin
Zoe Saldaña – Emilia Pérez
- nominiert:
  - Selena Gomez – Emilia Pérez
  - Ariana Grande – Wicked
  - Felicity Jones – Der Brutalist (The Brutalist)
  - Margaret Qualley – The Substance
  - Isabella Rossellini – Konklave (Conclave)

### Bestes Drehbuch
Peter Straughan  – Konklave (Conclave)
- nominiert:
  - Jacques Audiard – Emilia Pérez
  - Sean Baker – Anora
  - Brady Corbet, Mona Fastvold – Der Brutalist (The Brutalist)
  - Jesse Eisenberg – A Real Pain
  - Coralie Fargeat – The Substance

### Beste Filmmusik
Trent Reznor, Atticus Ross – Challengers – Rivalen (Challengers)
- nominiert:
  - Volker Bertelmann – Konklave (Conclave)
  - Daniel Blumberg – Der Brutalist (The Brutalist)
  - Kris Bowers – Der wilde Roboter (The Wild Robot)
  - Clément Ducol, Camille – Emilia Pérez
  - Hans Zimmer – Dune: Part Two

### Bester Filmsong
El Mal aus Emilia Pérez – Musik und Text: Clément Ducol, Camille und Jacques Audiard
- nominiert:
  - Beautiful That Way aus The Last Showgirl – Musik und Text: Miley Cyrus, Lykke Li und Andrew Wyatt
  - Compress/Repress aus Challengers – Rivalen (Challengers) – Musik und Text: Trent Reznor, Atticus Ross und Luca Guadagnino
  - Forbidden Road aus Better Man – Die Robbie Williams Story (Better Man) – Musik und Text: Robbie Williams, Freddy Wexler und Sacha Skarbek
  - Kiss the Sky aus Der wilde Roboter (The Wild Robot) – Musik und Text: Delacey, Jordan Johnson, Stefan Johnson, Maren Morris, Michael Pollack und Ali Tamposi
  - Mi Camino  aus Emilia Pérez – Musik und Text: Clément Ducol und Camille

### Bester Animationsfilm
Flow – Regie: Gints Zilbalodis
- nominiert:
  - Alles steht Kopf 2 (Inside Out 2) – Regie: Kelsey Mann
  - Memoir of a Snail – Regie: Adam Elliot
  - Vaiana 2 (Moana 2) – Regie: David G. Derrick Jr., Dana Ledoux Miller und Jason Hand
  - Wallace & Gromit – Vergeltung mit Flügeln (Wallace & Gromit: Vengeance Most Fowl) – Regie: Merlin Crossingham und Nick Park
  - Der wilde Roboter (The Wild Robot) – Regie: Chris Sanders

### Bester fremdsprachiger Film
Emilia Pérez – Frankreich – Regie: Jacques Audiard
- nominiert:
  - All We Imagine as Light, Frankreich/Indien/Luxemburg/Niederlande – Regie: Payal Kapadia
  - Für immer hier (Ainda Estou Aqui / I’m Still Here), Brasilien – Regie: Walter Salles
  - Das Mädchen mit der Nadel (Pigen med nålen), Polen/Schweden/Dänemark – Regie: Magnus von Horn
  - Die Saat des heiligen Feigenbaums (دانه‌ی انجیر معابد The Seed of the Sacred Fig), Deutschland/Frankreich/Iran – Regie: Mohammad Rasulof
  - Vermiglio, Italien – Regie: Maura Delpero

### Cinematic and Box Office Achievement
Wicked – Regie: Jon M. Chu
- nominiert:
  - Alien: Romulus – Regie: Fede Álvarez
  - Alles steht Kopf 2 (Inside Out 2) – Regie: Kelsey Mann
  - Beetlejuice Beetlejuice – Regie: Tim Burton
  - Deadpool & Wolverine – Regie: Shawn Levy
  - Gladiator II – Regie: Ridley Scott
  - Twisters – Regie: Lee Isaac Chung
  - Der wilde Roboter (The Wild Robot) – Regie: Chris Sanders

Die 2024 neu eingeführte Kategorie zeichnet Spielfilme aus, die große Erfolge beim Publikum waren und darüber hinaus über filmische Qualität verfügen. Dramen, Komödien, Musicals, Animationsfilme oder nicht-englischsprachige Produktionen konnten sich qualifizieren, wenn sie als Blockbuster Gesamt- beziehungsweise Bruttoeinnahmen von 150 Mio. US-Dollar erzielen konnten, davon mindestens 100 Mio. US-Dollar an den US-amerikanischen Kinokassen. Weiterhin konnten auch Spielfilme berücksichtigt werden, die auf Basis vertrauenswürdiger Branchenquellen hohe digitale Streaming-Zuschauerzahlen kumuliert haben. Die sieben Beiträge waren ebenso für die regulären Kategorien Bestes Filmdrama, Beste Filmkomödie oder Musical, Bester Animationsfilm und Bester fremdsprachiger Film nominierungsberechtigt.

## Nominierte im Bereich Fernsehen
| Sendung                                            | N | A |
| -------------------------------------------------- | - | - |
| The Bear: King of the Kitchen                      | 5 | 1 |
| Only Murders in the Building                       | 4 | 0 |
| Shōgun                                             | 4 | 4 |
| Diplomatische Beziehungen                          | 3 | 0 |
| Disclaimer                                         | 3 | 0 |
| Hacks                                              | 3 | 2 |
| Monster: Die Geschichte von Lyle und Erik Menendez | 3 | 0 |
| Mr. & Mrs. Smith                                   | 3 | 0 |
| Nobody Wants This                                  | 3 | 0 |
| The Penguin                                        | 3 | 1 |
| Rentierbaby                                        | 3 | 2 |
| Ripley                                             | 3 | 0 |
| Slow Horses – Ein Fall für Jackson Lamb            | 3 | 0 |
| True Detective: Night Country                      | 3 | 1 |
| Abbott Elementary                                  | 2 | 0 |
| The Day of the Jackal                              | 2 | 0 |
| Shrinking                                          | 2 | 0 |

### Beste Serie – Drama
Shōgun
- nominiert:
  - The Day of the Jackal
  - Diplomatische Beziehungen (The Diplomat)
  - Mr. & Mrs. Smith
  - Slow Horses – Ein Fall für Jackson Lamb (Slow Horses)
  - Squid Game

### Bester Serien-Hauptdarsteller – Drama
Hiroyuki Sanada – Shōgun
- nominiert:
  - Donald Glover – Mr. & Mrs. Smith
  - Jake Gyllenhaal – Aus Mangel an Beweisen (Presumed Innocent)
  - Gary Oldman – Slow Horses – Ein Fall für Jackson Lamb (Slow Horses)
  - Eddie Redmayne – The Day of the Jackal
  - Billy Bob Thornton – Landman

### Beste Serien-Hauptdarstellerin – Drama
Anna Sawai – Shōgun
- nominiert:
  - Kathy Bates – Matlock
  - Emma D’Arcy – House of the Dragon
  - Maya Erskine – Mr. & Mrs. Smith
  - Keira Knightley – Black Doves
  - Keri Russell – Diplomatische Beziehungen (The Diplomat)

### Beste Serie – Komödie/Musical
Hacks
- nominiert:
  - Abbott Elementary
  - The Bear: King of the Kitchen (The Bear)
  - The Gentlemen
  - Nobody Wants This
  - Only Murders in the Building

### Bester Serien-Hauptdarsteller – Komödie/Musical
Jeremy Allen White – The Bear: King of the Kitchen (The Bear)
- nominiert:
  - Adam Brody – Nobody Wants This
  - Ted Danson – Undercover im Seniorenheim (A Man on the Inside)
  - Steve Martin – Only Murders in the Building
  - Jason Segel – Shrinking
  - Martin Short – Only Murders in the Building

### Beste Serien-Hauptdarstellerin – Komödie/Musical
Jean Smart – Hacks
- nominiert:
  - Kristen Bell – Nobody Wants This
  - Quinta Brunson – Abbott Elementary
  - Ayo Edebiri – The Bear: King of the Kitchen (The Bear)
  - Selena Gomez – Only Murders in the Building
  - Kathryn Hahn – Agatha All Along

### Beste Miniserie, Anthologie-Serie oder Fernsehfilm
Rentierbaby (Baby Reindeer)
- nominiert:
  - Disclaimer
  - Monster: Die Geschichte von Lyle und Erik Menendez (Monsters: The Lyle and Erik Menendez Story)
  - The Penguin
  - Ripley
  - True Detective: Night Country

### Bester Hauptdarsteller – Miniserie, Anthologie-Serie oder Fernsehfilm
Colin Farrell – The Penguin
- nominiert:
  - Richard Gadd – Rentierbaby (Baby Reindeer)
  - Kevin Kline – Disclaimer
  - Cooper Koch – Monster: Die Geschichte von Lyle und Erik Menendez (Monsters: The Lyle and Erik Menendez Story)
  - Ewan McGregor – Ein Gentleman in Moskau (A Gentleman in Moscow)
  - Andrew Scott – Ripley

### Beste Hauptdarstellerin – Miniserie, Anthologie-Serie oder Fernsehfilm
Jodie Foster – True Detective: Night Country
- nominiert:
  - Cate Blanchett – Disclaimer
  - Cristin Milioti – The Penguin
  - Sofía Vergara – Griselda
  - Naomi Watts – Feud: Capote Vs. The Swans
  - Kate Winslet – The Regime

### Bester Nebendarsteller – Fernsehen
Tadanobu Asano – Shōgun
- nominiert:
  - Javier Bardem – Monster: Die Geschichte von Lyle und Erik Menendez (Monsters: The Lyle and Erik Menendez Story)
  - Harrison Ford – Shrinking
  - Jack Lowden – Slow Horses – Ein Fall für Jackson Lamb (Slow Horses)
  - Diego Luna – La Máquina
  - Ebon Moss-Bachrach – The Bear: King of the Kitchen (The Bear)

### Beste Nebendarstellerin – Fernsehen
Jessica Gunning – Rentierbaby (Baby Reindeer)
- nominiert:
  - Liza Colón-Zayas – The Bear: King of the Kitchen (The Bear)
  - Hannah Einbinder – Hacks
  - Dakota Fanning – Ripley
  - Allison Janney – Diplomatische Beziehungen (The Diplomat)
  - Kali Reis – True Detective: Night Country

### Bester Stand-up-Comedian
Ali Wong – Ali Wong: Single Lady
- nominiert:
  - Jamie Foxx – Jamie Foxx: What Had Happened Was
  - Nikki Glaser – Nikki Glaser: Someday You’ll Die
  - Seth Meyers – Seth Meyers: Dad Man Walking
  - Adam Sandler – Adam Sandler: Love You
  - Ramy Youssef – Ramy Youssef: More Feelings

## Ehrenpreisträger für ein Lebenswerk
- Cecil B. DeMille Award: Viola Davis[8]
- Carol Burnett Award: Ted Danson[9]